# Swansea (Massachusetts)
Swansea – miejscowość w Stanach Zjednoczonych, położona w południowo-wschodnim Massachusetts w hrabstwie Bristol. Zlokalizowana w pobliżu miasta Fall River oraz ok. 76 km na południe od Bostonu. Leży przy ujściu rzeki Taunton do zatoki Mount Hope (Oceanu Atlantyckiego).

## Historia
Nazwa miejscowości pochodzi od miasta Swansea w Walii, z którego pochodzili pierwsi osadnicy. John Miles, założyciel pierwszego Kościoła Baptystów w Walii, przeprowadził się do Swansea w 1662/3.
Ziemię pod zabudowę miasta kupił od Indian William Brenton. Fragmenty terytorium Swansea były pierwotnie częścią Rehoboth.

## Demografia
Według spisu z 2000 roku było 15 901 osób, 5888 gospodarstw domowych i 4539 rodzin zamieszkujących w mieście.
Były 6070 jednostki mieszkaniowe, przy średniej gęstości 101,6/km².
Rasowy skład ludności miasta był następujący:
- 97,91% biali,
- 0,60%  Hiszpanie lub Latynosi
- 0,38% Afroamerykanie
- 0,36% Azjaci
- 0,08% rdzenni Amerykanie
- 0,01% z wysp Pacyfiku
- 0,27% od innych ras
- 1,00% z dwóch lub więcej ras